# Andien
Andini Aisyah Hariadi (Jakarta, 25 augustus 1985), artiestennaam: Andien is een Indonesische jazz-zangeres. 
Andien leerde zingen toen zij drie jaar oud was. Toen ze in de 3de klas van de basisschool zat, begon ze deel te nemen aan festivals in de buurt van haar woonplaats Cilandak in Zuid-Java. In de 6de klas bracht haar moeder haar in contact met EMS (Elfa Music Studio), waar ze onder toezicht kwam van Elfa Secioria.
Andiens eerste album, getiteld Bisikan Hati ('Ingeving'), verscheen in februari van 2000. Er werden zo'n 30.000 exemplaren van verkocht. Andien is de dochter van Didiek Hariadi en Henny Sri Hardini. Ze is de oudste uit een gezin van 3 kinderen.
Tegenwoordig vormt ze, samen met Rieka Roeslan, Nina Tamam, Iga Mawarni en Yuni Shara, een vijf leden tellende zanggroep genaamd 5 Wanita (5 vrouwen).

## Discografie
- Bisikan Hati ('Ingeving', 2000)
- Kinanti (2002)
- Gemintang ('Gesternte', 2005)